# Dawn Porter
Dawn Porter (auch Dawn O’Porter) (* 23. Januar 1979 in Schottland) ist eine britische Fernsehjournalistin, Moderatorin, Schauspielerin und Autorin.
Ihre Mutter starb, als Porter sieben Jahre alt war. Sie ist bei einer Tante in Guernsey aufgewachsen. Porter ist Alumna des Liverpool Institute for Performing Arts.
Im deutschen Fernsehen ist Porter regelmäßig in Fernsehkanälen des ZDF in Reportagereihen wie Auf der Suche nach der Liebe und Dawn Porter sucht ... zu sehen.
Seit August 2012 ist sie mit dem irischen Schauspieler Chris O’Dowd verheiratet.

## Werke
- Diaries of an Internet Lover, 2006, Virgin Books, ISBN 978-0-7535-1009-4
- Internet-Lover: mein erotisches Tagebuch, 2007, Ullstein Verlag, ISBN 978-3-548-26496-7
- The Cows, Roman, HarperCollins Verlag, 2016, ISBN 978-0-00-812606-3
- So Lucky, HarperCollins Verlag, 2019, ISBN 978-0-00-828862-4